# Rimini Calcio 1964-1965
Questa voce raccoglie le informazioni riguardanti il Rimini Calcio nelle competizioni ufficiali della stagione 1964-1965.

## Rosa
| N. |                   | Ruolo | Calciatore         |
| -- | ----------------- | ----- | ------------------ |
|    | Italia (bandiera) | D     | Remo Barbiani      |
|    | Italia (bandiera) | A     | Bruno Benetti      |
|    | Italia (bandiera) | D     | Silvano Bernard    |
|    | Italia (bandiera) | D     | Lino Carletti      |
|    | Italia (bandiera) | P     | Roberto Conti      |
|    | Italia (bandiera) | A     | Remo Frazzetto     |
|    | Italia (bandiera) | C     | Guido Furini       |
|    | Italia (bandiera) | C     | Antonio Fusari     |
|    | Italia (bandiera) | C     | Gilberto Garattoni |
|    | Italia (bandiera) | A     | Walter Grilli      |

| N. |                   | Ruolo | Calciatore            |
| -- | ----------------- | ----- | --------------------- |
|    | Italia (bandiera) | C     | Giampiero Mangiarotti |
|    | Italia (bandiera) | A     | Bruno Mantellato      |
|    | Italia (bandiera) | C     | Marcello Mazzolini    |
|    | Italia (bandiera) | C     | Franco Nanni          |
|    | Italia (bandiera) | A     | Armando Patrignani    |
|    | Italia (bandiera) | A     | Remo Pennati          |
|    | Italia (bandiera) | C     | Giorgio Perversi      |
|    | Italia (bandiera) | P     | Lorenzo Piccoli       |
|    | Italia (bandiera) | D     | Sergio Santarini      |
|    | Italia (bandiera) | D     | Romano Scardovi       |